# Distretto di Mueda
Il distretto di Mueda è un distretto del Mozambico di 98.654 abitanti, che ha come capoluogo Mueda.
| Controllo di autorità | VIAF (EN) 147935500 · LCCN (EN) n99907700 · J9U (EN, HE) 987007499068705171 |